# Luke Howard
Luke Howard, född 28 november 1772 i London, död 21 mars 1864, var en engelsk apotekare och amatörmeteorolog. 
1802 utmanade Howard den samlade vetenskapen med ett föredrag på Plough Court-laboratoriet med sin teori om molnens uppkomst. När han namngav sina moln utgick han från tre huvudtyper cirrus, cumulus och stratus. Sedan angav han de tre mellanliggande formerna cirrocumulus, cirrostratus samt cumulo-cirro-stratus eller nimbus. Under de närmaste åren efter föredraget var han tvungen att försvara sin latinska terminologi, eftersom det kom fram många andra förslag på molnens indelning i grupper och namngivning. Howard som var inspirerad av Carl von Linnés terminologi och systematik för växternas ansåg att systematiken kunde överföras på molnen, för att skapa en enhetlig namngivning.
1932 omklassades Howards namn nimbus till nimbostratus.
I april 2002 hedrades Howard av British Meteorological Office med en minnestavla vid hans sista hem i norra London.